# Thẻ trò chơi Nintendo
Thẻ trò chơi Nintendo (hay còn gọi là Nintendo Game Card) là định dạng dựa trên bộ nhớ flash được sử dụng để phân phối thực tế trò chơi điện tử cho các máy chơi trò chơi của Nintendo. Các thẻ trò chơi trông giống với cả hai phiên bản nhỏ và mỏng hơn là HuCard của Hudson, phương tiện lưu trữ choPC-Engine và Game Pak. Các máy chơi trò chơi di động trước đây do Nintendo phát hành sử dụng băng ROM, chẳng hạn như Game Boy và Game Boy Advance. Các mặt nạ chip ROM do Macronix sản xuất và có tốc độ truy cập 150 ns.

## Nintendo DS

### Thẻ trò chơi Nintendo DS

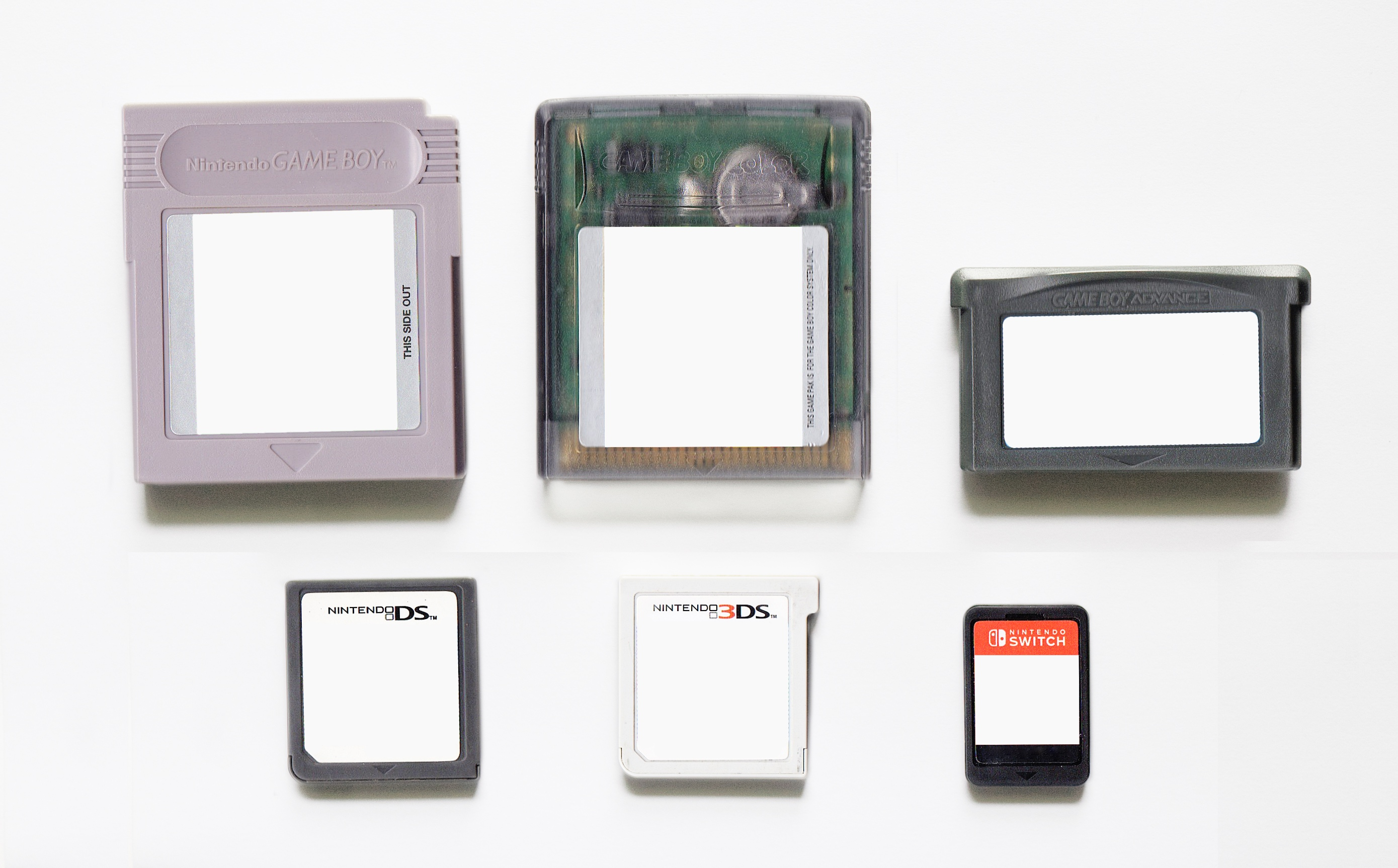
Từ trái sang phải, từ trên xuống dưới: Băng Game Boy, Băng Game Boy Color, Băng Game Boy Advance, thẻ trò chơi Nintendo DS, thẻ trò chơi Nintendo 3DS và thẻ trò chơi Nintendo Switch.

Các thẻ dành cho Nintendo DS có dung lượng từ 64 megabits đến 4 gigabits (8–512 MB). Thẻ chứa bộ nhớ flash tích hợp dành cho dữ liệu trò chơi và EEPROMđể lưu dữ liệu người dùng như tiến trình trò chơi hoặc điểm số cao. Tuy nhiên, có một số ít trò chơi không có bộ nhớ lưu như Electroplankton.
Theo một blog trên IGN của Backbone Entertainment, nhà phát triển của MechAssault: Phantom War, thẻ lớn hơn (chẳng hạn như 128 MB) có tốc độ truyền dữ liệu chậm hơn 25% so với thẻ thông thường, nhỏ hơn (chẳng hạn như 64 MB) ; tuy nhiên không đề cập cụ thể phần trăm cơ bản.

### Thẻ trò chơi Nintendo DSi
Năm 2008, phát hành Nintendo DSi. Hệ máy này cung cấp các cải tiến phần cứng khác nhau và các chức năng bổ sung so với các lần lặp lại trước đó của Nintendo DS, chẳng hạn như tích hợp máy ảnh. Trong khi nhiều tựa trò chơi Nintendo DS phát hành sau đó có thêm các tính năng nâng cao lối chơi khi chơi trên máy Nintendo DSi, hầu hết các trò chơi này vẫn giữ được khả năng tương thích với các phiên bản DS ban đầu mà không có các tính năng nâng cao. Tuy nhiên, một số tựa trò chơi bán lẻ đã được phát hành dành riêng cho hệ máy Nintendo DSi vì những lý do như yêu cầu chức năng máy ảnh và những tựa trò chơi này có thẻ trò chơi với vỏ bên ngoài màu trắng (tất cả các trò chơi dành riêng cho DSi đều bị khóa theo khu vực). Picture Perfect Hair Salon là một ví dụ về các thẻ trò chơi như vậy. Mặc dù những thẻ trò chơi màu trắng này có thể gắn vào máy Nintendo DS gốc, nhưng chúng sẽ không chạy được do thiếu các tính năng phần cứng. Những thẻ trò chơi độc quyền DSi hoàn toàn tương thích với dòng Nintendo 3DS.
Trước khi phát hành Nintendo DSi, Nintendo đã khuyến khích các nhà phát triển phát hành các trò chơi dành riêng cho DSi dưới dạng có thể tải xuống DSiWare, thay vì thẻ trò chơi bán lẻ vì nó sẽ không hoạt động trên máy Nintendo DS cũ hơn.

### Hỗ trợ hồng ngoại

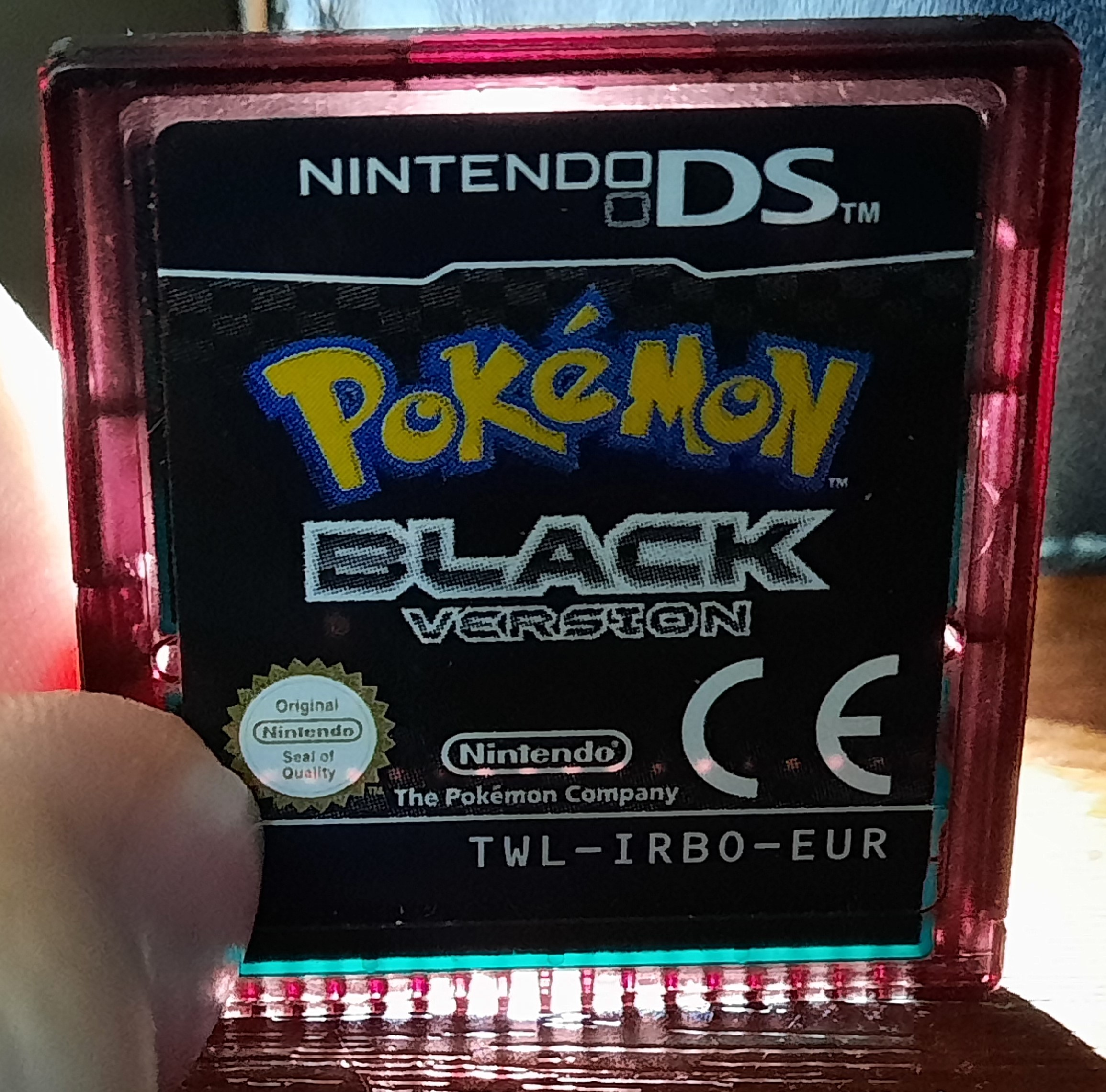
Thẻ Pokémon Black.

Mặc dù tất cả các phiên bản lặp lại của dòng Nintendo DS không hỗ trợ hồng ngoại, một số trò chơi đã sử dụng loại chức năng giao tiếp này bằng cách sử dụng thẻ trò chơi với bộ thu phát hồng ngoại của riêng chúng. Các thẻ trò chơi này thường bóng và tối hơn các thẻ trò chơi Nintendo DS thông thường và có độ trong mờ khi tiếp xúc với ánh sáng. Ví dụ về các thẻ trò chơi như vậy bao gồm Personal Trainer: Walking và Active Health With Carol Vorderman, kết nối với máy đếm bước đi kèm, Pokémon HeartGold và SoulSilver, kết nối với phụ kiện Pokéwalker, Pokémon Black và White và Pokémon Black 2 và White 2, kết nối với các trò chơi khác.
Mặc dù tất cả các phiên bản của dòng Nintendo 3DS đều hỗ trợ các chức năng hồng ngoại, các trò chơi Nintendo DS vẫn sử dụng chính các thẻ trò chơi hỗ trợ hồng ngoại khi chơi trên máy 3DS, hỗ trợ riêng hồng ngoại cho phần mềm trên Nintendo 3DS.

## Nintendo 3DS
Thẻ trò chơi dành cho Nintendo 3DS có kích thước từ 1 đến 8 gigabytes, với 2 GB dữ liệu trò chơi khi khởi chạy. Chúng trông rất giống với Thẻ trò chơi DS, nhưng không tương thích và có một mấu nhỏ ở một bên để ngăn chúng gắn vào máy DS.

## Nintendo Switch

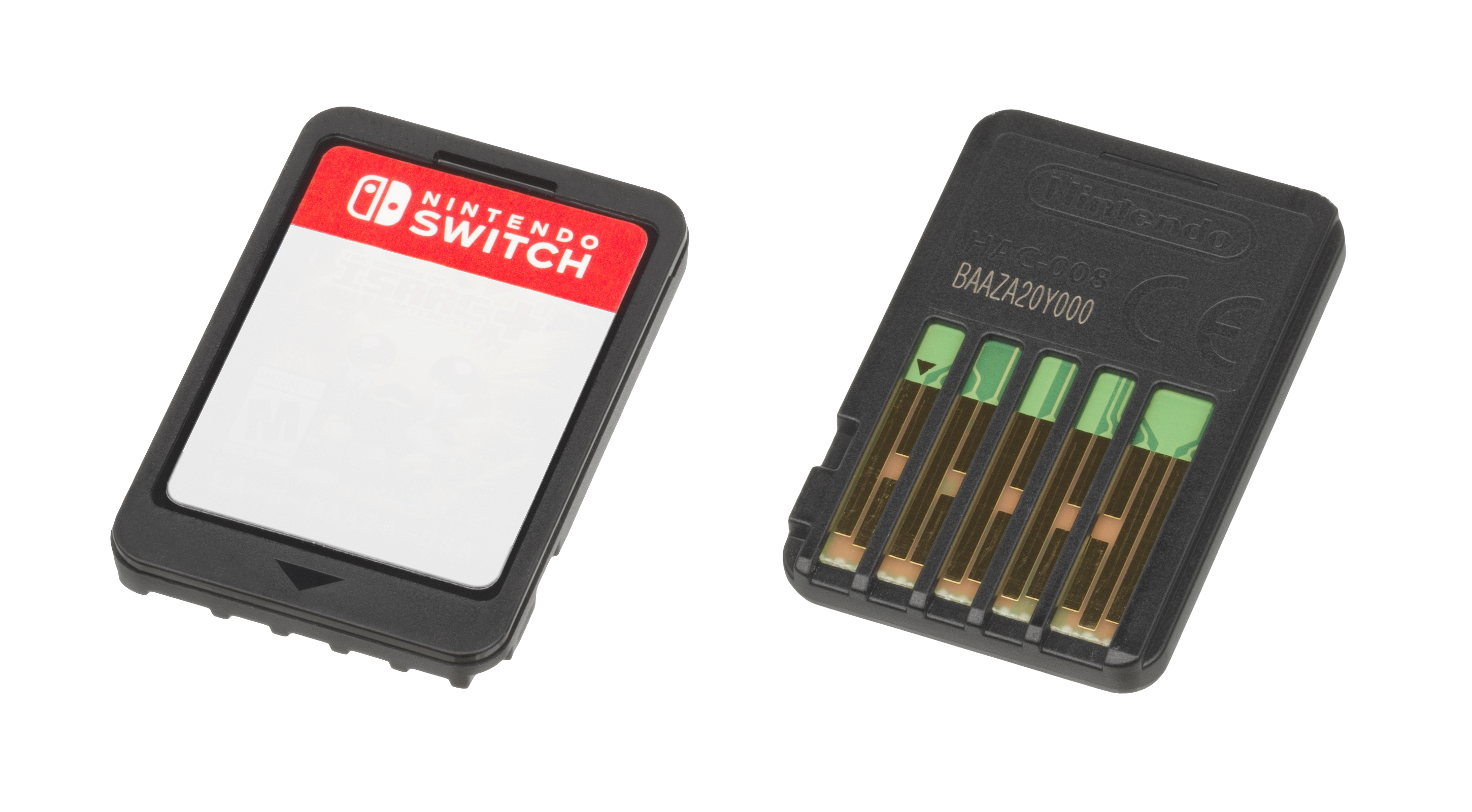
Một thẻ trò chơi Nintendo Switch, mặt trên (trái) và mặt sau (phải).

Nintendo Switch sử dụng định dạng được chính thức gọi là Game Card. Nó nhỏ hơn và có dung lượng lưu trữ lớn hơn các phiên bản trước đó. Mặc dù có những điểm tương đồng, Switch không tương thích với thẻ DS và 3DS. Không giống như thẻ trò chơi của DS và 3DS, có thể ghi và lưu dữ liệu, các thẻ trò chơi Switch không thể ghi đè lên và dữ liệu được lưu trữ trong bộ nhớ của máy.
Do kích thước nhỏ bé của chúng, thẻ trò chơi được phủ denatonium benzoate, một chất siêu đắng không độc hại, như một biện pháp phòng ngừa an toàn khi trẻ nhỏ vô tình bỏ vào miệng. Các video về người dùng cố ý nếm thử các thẻ và phản ứng với vẻ ghê tởm khi nếm thử đã trở thành meme trước khi ra mắt, bắt nguồn từ hành động của Jeff Gerstmann trên webcast Giant Bomb.
Thẻ có nhiều loại dung lượng: 1 GB, 2 GB, 4 GB, 8 GB, 16 GB và 32 GB. Loại 64 GB đã được lên kế hoạch giới thiệu vào nửa cuối năm 2018, nhưng chưa xác định, Nintendo ban đầu đã trì hoãn việc ra mắt biến thể này sang năm 2019, sau đó lại trì hoãn đến năm 2020. Theo kế hoạch, thẻ 64 GB sẽ phát hành vào năm 2020 và sản xuất bằng công nghệ XtraROM của Macronix.